# Meso-zeaxantina
La meso-zeaxantina (3R,3´S-zeaxantina, ver Figura 1) es un carotenoide perteneciente a la familia de las xantofilas (contiene átomos de oxígeno en su esqueleto hidrocarbonado), y es uno de los tres estereoisómeros de la zeaxantina. De estos tres estereoisómeros, la meso-zeaxantina es el segundo más abundante en la naturaleza (después de la 3R,3´R-zeaxantina, que es producido por plantas y algas. Hasta la fecha, la meso-zeaxantina ha sido identificada en tejidos específicos de organismos marinos, y también en la mácula lutea (del Latín, macula = "punto" y lutea = "amarillo") de la retina del ojo humano.

## Ocurrencia de la meso-zeaxantina en la naturaleza y en suplementos alimenticios
Los carotenoides son esenciales para la vida animal, pero los animales no pueden producirlos. De hecho, los animales obtienen los carotenoides de la dieta, donde los herbívoros los obtienen de plantas o algas y los carnívoros, a su vez, los obtienen de los herbívoros. Existe consenso sobre el hecho de que la meso-zeaxantina no está presente en plantas, pero sí está presente en especies de animales marinos. En principio se sugirió que la meso-zeaxantina, presente en la macula lutea, no se obtiene de la dieta, sino que se origina allí a partir de la luteina (otra xantofila presente en la dieta) que existe en esta parte de la retina. Sin embargo, este trabajo (limitado a estudios en animales) ha sido refutado. De hecho, y en consistencia con el trabajo de Maoka en 1986, Nolan et al. han demostrado que la meso-zeaxantina está presente en la piel de trucha, sardina y salmón, así como en la carne de trucha. En una publicación subsiguiente, el grupo del Prof. Nolan detectó y cuantificó los tres estereoisómeros de la zeaxantina (incluyendo la meso-zeaxantina) en la carne de dos especies distintas de trucha. Esta es la primera publicación que reporta las concentraciones de meso-zeaxantina en un alimento presente habitualmente en la dieta humana. Utilizando los datos proporcionados por esta publicación, se estima que cuando se consume una trucha de peso medio (circa 200 g), se consumen 0.2 mg de meso-zeaxantina natural. Por otro lado, las sardinas enlatadas también pueden ser consideradas como una fuente habitual de meso-zeaxantina para humanos, pues cuando se preparan enlatadas para su comercialización, conservan una cantidad significativa de piel, la cual contiene meso-zeaxantina, y la piel es consumida cuando la sardina se presenta de esta forma. Sin embargo, la concentración de meso-zeaxantina en la piel de sardina no se ha determinado todavía. Previamente a estas investigaciones, una publicación del grupo del Prof. Khachik (2002) reportó que el hígado de codorniz japonesa (Coturnix japonica) y la sangre de rana contienen meso-zeaxantina. Estos datos sugieren que probablemente las ancas de rana, consideradas una delicatesen en Francia, sean otra fuente natural de meso-zeaxantina.
También es posible que la meso-zeaxantina sea generada a partir de otros carotenoides consumidos en la dieta, pues se sabe que los carotenoides son convertidos en otros carotenoides para realizar funciones distintas. Por ejemplo, se ha sugerido que la meso-zeaxantina presente en la piel de la trucha deriva de la astaxantina, y la meso-zeaxantina en primates (macula lutea) está derivada (al menos en parte) de la luteina.

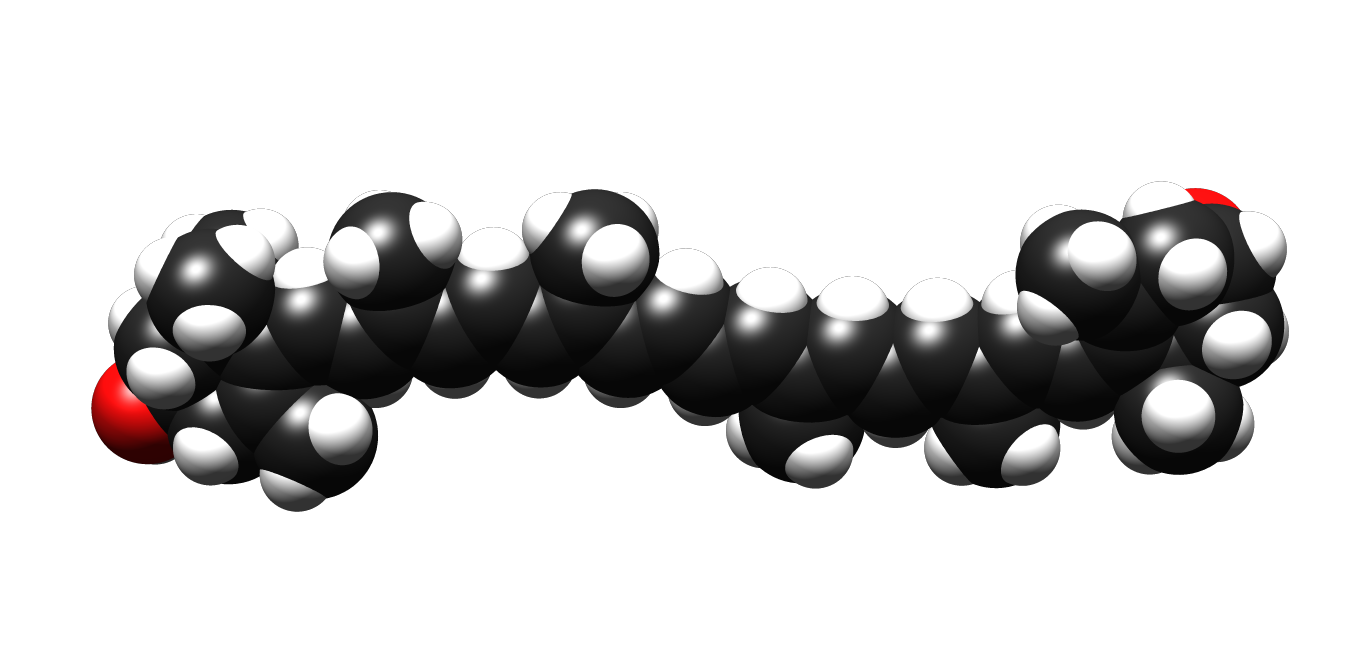
3D structure of meso-zeaxanthin

Una serie de suplementos dietéticos disponibles comercialmente utilizan activamente meso-zeaxantina en sus formulaciones para incrementar la concentración de este nutriente en el ojo, en un intento por mantener la salud macular. Estos suplementos contienen 10 mg de meso-zeaxantina, junto con 10 mg de luteína y 2 mg de zeaxantina. Es de reseñar que un estudio reciente en el que se investigaba en suplementos dietéticos disponibles comercialmente la concordancia entre las concentraciones de carotenoides reales y su etiqueta de producto, encontraron que las concentraciones de luteina medidas en todos los suplementos estudiados estaban cerca de las cantidades declaradas, pero las concentraciones de zeaxantina medidas variaron en un amplio rango. Además, en algunas de las formulaciones estudiadas, se encontró que había meso-zeaxantina presente, incluso cuando este carotenoide no estaba declarado en la etiqueta del producto. Los autores concluyeron que la presencia de meso-zeaxantina en estas formulaciones se debía probablemente al proceso utilizado para extraer luteina de los pétalos de Caléndula.

## Lameso-zeaxantina en la macula
La meso-zeaxantina, la luteina y la 3R,3´R-zeaxanthina son los principales carotenoides presentes en la macula lutea, en un ratio de of 1:1:1, y se conocen colectivamente como pigmento macular (PM). La meso-zeaxantina se concentra en el epicentro de la macula, donde es responsable de alrededor del 50% del PM en esta localización, siendo la luteina la que domina en la periferia de la macula (ver Figura 2).

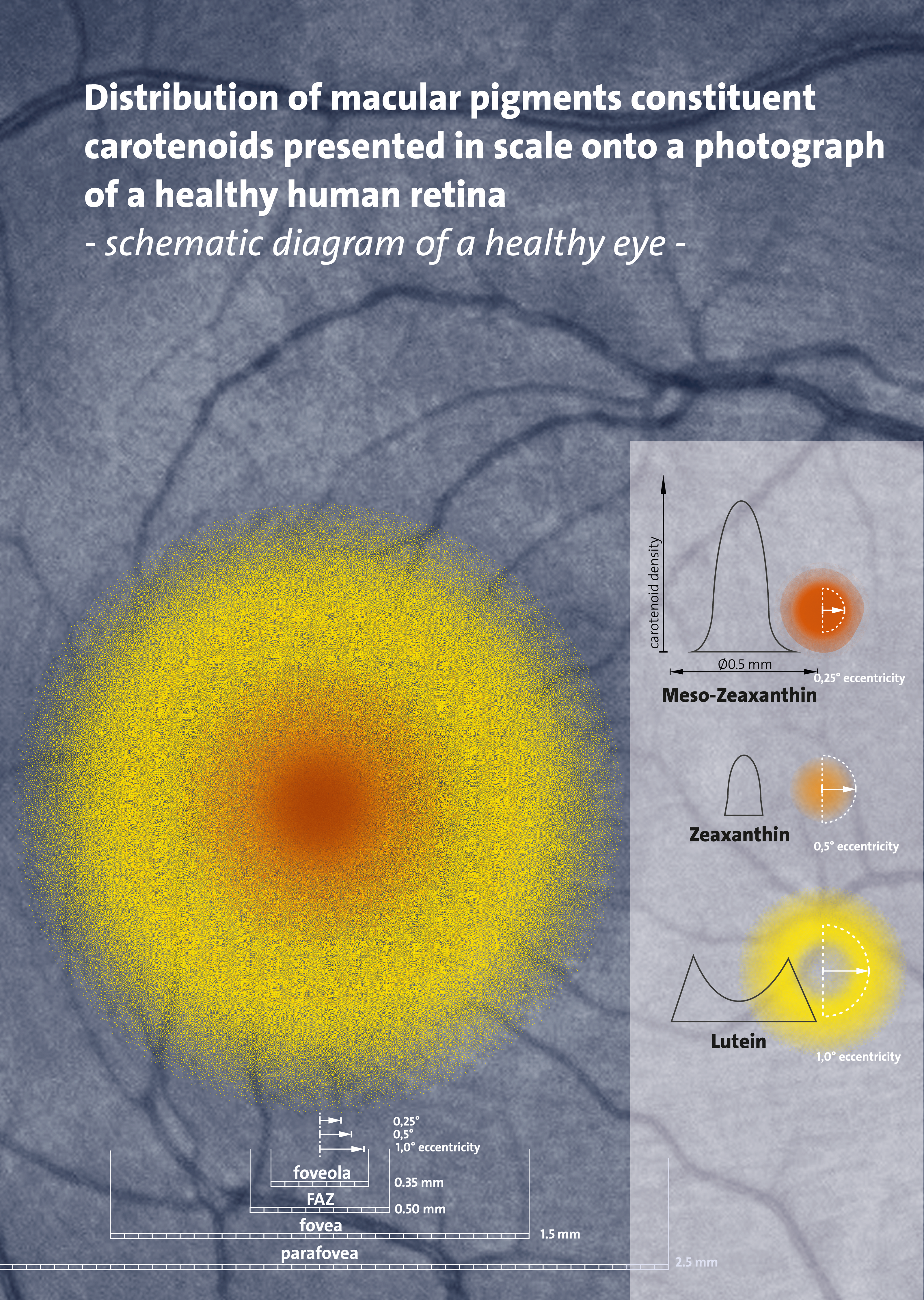

## La meso-zeaxantina como antioxidante y filtrador de luz de onda corta
De entre los tres carotenoides maculares (luteina, zeaxantina y meso-zeaxantina), la meso-zeaxantina es el antioxidante más poderoso, pero una combinación de los tres ha demostrado mayor potencial antioxidante en relación con cada uno de ellos por separado a la misma concentración. Esto puede explicar por qué la macula humana contiene estos tres carotenoides de entre alrededor de los 700 carotenoides presentes en la naturaleza. Además, se ha demostrado que la combinación de estos carotenoides resulta en una filtración óptima de la luz de onda corta (luz azul) en la mácula. Esto es importante porque la luz de onda corta incidente en la macula causa aberración cromática y refracción de la luz, fenómenos que afectan negativamente a la visión y resultan en una pobre sensibilidad al contraste. La meso-zeaxantina está en la localización ideal y tiene el potencial antioxidante y filtrador de luz necesario para proteger la macula e incrementar el rendimiento visual.

## Utilización demeso-zeaxantina en suplementos para salud ocular
En 2013, el estudio AREDS2 (Age-Related Eye Disease Study 2) reportó una reducción en el riesgo de pérdida visual y un menor riesgo de empeoramiento en pacientes que se encontraban en estadios no avanzados de AMD (Age-related Macular Degeneration, la enfermedad causante de ceguera líder en el mundo occidental, Taylor and Keeffe, 2001). Estos efectos fueron observados en los pacientes que fueron suplementados con una formulación que contenía los carotenoides maculares y cooxidantes (The Age-Related Eye Disease Study 2 (AREDS2) Research Group, 2013, 2014). Desafortunadamente, la formulación utilizada para el estudio AREDS2 solo contenía dos de los tres pigmentos maculares (luteina y 3R,3´R-zeaxantina), y no incluyó meso-zeaxantina, que es el carotenoide predominante en el centro de la mácula, y cuya presencia es esencial para el máximo efecto antioxidante colectivo de los carotenoides maculares.
En años recientes, sin embargo, varios estudios han demostrado que la adición de meso-zeaxantina a formulaciones utilizadas para incrementar el PM y mejorar la función visual en retinas sanas y enfermas ha sido efectiva. De hecho, seis ensayos clínicos comparativos han mostrado que una formulación conteniendo los tres carotenoides maculares (meso-zeaxantina:luteína: 3R,3´R-zeaxantina) en un ratio de 10:10:2  (mg) es superior a formulaciones alternativas, en términos de mejoras en la visión y en términos de incrementos observados en el PM (que es el objetivo preciso de la suplementación). Para una descripción detallada de estos estudios ver abajo (Seguridad de la meso-zeaxantina para consumo humano).

## Uso de lameso-zeaxantina en la industria avícola
Los pollos criados para consumo humano son amarillos cuando reciben alimentos que contienen carotenoides, ya que estos se acumulan en la piel y en la grasa subcutánea del animal. La deposición de estos carotenoides también es la causa del color amarillo de la yema de huevo. Debido a esto, los avicultores añaden carotenoides (típicamente luteina, zeaxantina, cantaxantina y b-apo-8´-apocarotenal) al alimento de estas aves para incrementar el atractivo del producto final para el consumidor, si bien es de reseñar que los carotenoides son a su vez indispensables para mantener la salud de estas aves. Se cree que la luteína y la zeaxantina actúan sinergísticamente para incrementar la pigmentación amarilla, siendo la zeaxantina más poderosa en este sentido, pues posee un cromóforo más grande. Por tanto, varias compañías utilizan el extracto de la flor de Caléndula en el que un porcentaje de la luteína extraída ha sido convertido en zeaxantina (en la forma meso, meso-zeaxantina) para suplementar a los pollos de cría y a las gallinas con ambos carotenoides a la vez. El isómero de la zeaxantina que se obtiene es meso-zeaxantina debido a la naturaleza de la técnica empleada para producir estos dos carotenoides (ver abajo). Así, se ha reportado la presencia de meso-zeaxantina en huevos provenientes de México y California.

## Producción demeso-zeaxantina
La meso-zeaxantina se produce a nivel industrial a partir de la luteina obtenida de los pétalos de la flor de Caléndula. Este proceso comprende una reacción de saponificación a alta temperatura y a alta basicidad, lo que produce la isomerización del doble enlace posicionado en 4´-5´ a la posición 5´-6´. Esto transforma el anillo-e de la luteina en un anillo-b, convirtiendo así la molécula de luteína en una molécula de meso-zeaxantina (ver Figura 3). La estereoquímica de esta zeaxantina está determinada por la orientación del grupo hidroxilo situado en la posición 3´, que finalmente queda posicionado en ”S”. Por tanto el estereoisómero que resulta de este proceso es 3R,3´S-zeaxantina (meso-zeaxantina). Las condiciones de esta saponificación pueden ser moduladas para incrementar o disminuir el ratio de conversión de luteína a meso-zeaxantina.

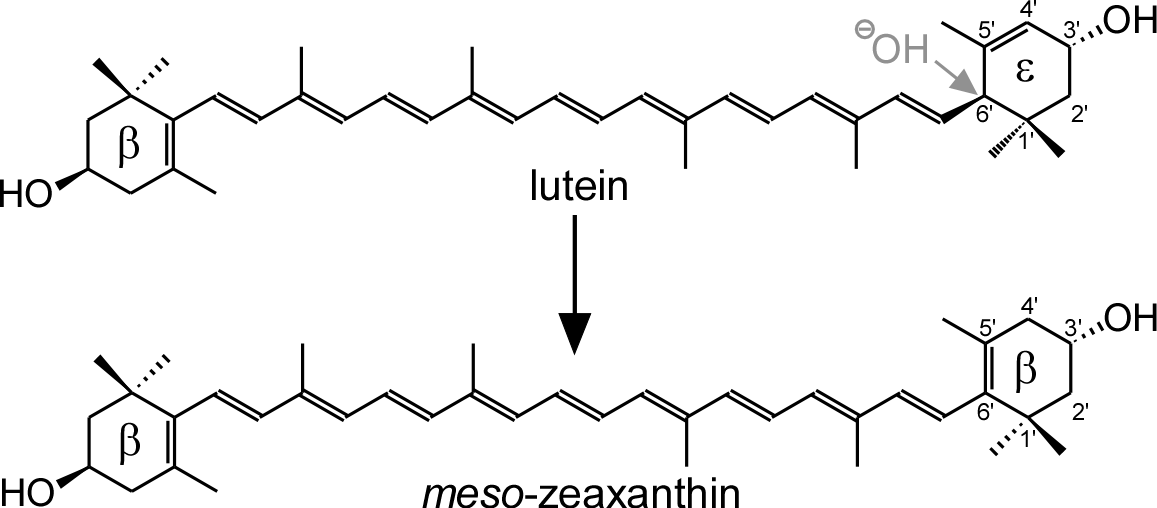

## Seguridad de lameso-zeaxantina para el consumo humano
Cuando una molécula se va a utilizar comercialmente para consumo humano, su seguridad debe ser probada. Primero, debe demostrarse que la molécula es inocua para la salud animal, incluso cuando se administra en cantidades muy superiores a la ingesta diaria habitual. Solo entonces la molécula puede ser utilizada en estudios clínicos en humanos.

## Estudios en animales
Varios grupos de investigación han testado la meso-zeaxantina para comprobar su toxicidad en animales, y todos ellos han confirmado la inocuidad de esta molécula.
A continuación se detallan los resultados de estos estudios: 
1.  Chang et al. demostraron que el Nivel Sin Efectos Perjudiciales Observados (NOAEL por sus siglas en inglés) se produjo más allá de la dosis de 200 mg/kg/día, muy lejos de las dosis empleadas en suplementos dietéticos, que se sitúan típicamente por debajo de los 0.5 mg/kg/día. Este mismo estudio confirmó la ausencia de mutagenicidad utilizando el test de Ames.
2.  Xu et al demostraron que la meso-zeaxantina no produce toxicidad ni genotoxicidad y concluyeron que esta molécula es segura a una dosis de 300 mg/kg/día en ratas en un estudio de 90 días de duración. Los autores aplicaron entonces un factor de seguridad de 100, y reportaron una Cantidad Diaria Aceptable para la meso-zeaxantina (ADI por sus siglas en inglés) de 3 mg/kg/día.
3.  Thurnham et al. demostraron en un modelo en el que utilizaron ratas que la administración de 2, 20 o 200 mg/kg/día de meso-zeaxantina durante 13 semanas no tuvo efectos adversos en la salud de estos animales. En otras palabras, el NOAEL fue mayor de 200 mg de meso-zeaxantina/kg/día, y esto es al menos 1400 veces más alto que la dosis típica utilizada en suplementos dietéticos. El test de genotoxicidad indicó que cantidades de meso-zeaxantina entre 10 y 5000 µg/placa con o sin enzimas microsomales no incrementó la tasa de mutación en cinco estirpes bacterianas testadas.
En resumen, el NOAEL de la meso-zeaxantina está situado mucho más alto que las dosis utilizadas en suplementos dietéticos.
En 2011, la FDA le concedió a la meso-zeaxantina el estatus de ‘Generalmente Reconocido Como Seguro‘ (GRAS por sus siglas en inglés) tras una propuesta de una compañía situada en Estados Unidos para reconocer el estatus de la meso-zeaxantina (además de la luteína y la zeaxantina).

## Estudios de seguridad en humanos
Es de notar que la meso-zeaxantina es un componente habitual de la dieta en países donde este es uno de los pigmentos de uso mayoritario en la industria avícola, particularmente en México, y no se han reportado efectos adversos. Además, la seguridad de la meso-zeaxantina se ha estudiado en ensayos clínicos en humanos. 
El primer estudio para evaluar los efectos de un suplemento dietético conteniendo predominantemente meso-zeaxantina se realizó en Miami (Florida, Estados Unidos) en el laboratorio de investigación de los profesores Bone y Landrum. Este estudio confirmó que la meso-zeaxantina es efectivamente absorbida en el suero, y la densidad del PM aumentó significativamente en el grupo de sujetos suplementados. Ningún incremento se observó en el grupo placebo.
En un estudio realizado en Irlanda del Norte, 19 sujetos consumieron un suplemento compuesto también por los tres carotenoides maculares, incluyendo meso-zeaxantina, durante un periodo de 22 días. Los resultados demostraron que la meso-zeaxantina fue absorbida. En el ´Institute of Vision Research, Waterford Institute of Technology´, el Ensayo de Suplementación Ocular con Meso-zeaxantina (MOST por sus siglas en inglés), fue realizado para evaluar la seguridad de este carotenoide, así como para evaluar la respuesta del suero y el PM a su administración en sujetos con AMD y sin esta enfermedad. Los sujetos de este estudio consumieron un suplemento que contenía los tres carotenoides maculares, siendo la meso-zeaxantina predominante en concentración. Estos estudios confirmaron la inocuidad para la salud humana del consumo de los tres carotenoides maculares, después de realizar una serie de análisis para monitorizar la función renal y hepática, así como los perfiles lipídico y hematológico, y el estudio de marcadores de inflamación.
Además, el ensayo MOST identificó incrementos estadísticamente significativos en la concentración en suero de meso-zeaxantina y luteína sobre sus concentraciones basales a inicios del experimento. También se observaron incrementos significativos en los niveles centrales de PM tras solo dos semanas de suplementación. Además, en pacientes con una distribución atípica del PM en el ojo (concretamente, no tenían una alta concentración de pigmento en el centro de la macula), cuando eran suplementados con un suplemento principalmente compuesto de meso-zeaxantina durante ocho semanas, el perfil más común era recuperado, mientras esto no pasaba cuando el suplemento no contenía meso-zeaxantina.
Los hallazgos más importantes del ensayo MOST en pacientes con AMD se publicaron en 2013 y 2015. La serie de publicaciones sobre estos ensayos concluyeron que “El aumento de la densidad óptica del PM en su perfil espacial y el incremento de sensibilidad al contraste se consiguieron con una formulación conteniendo altas dosis de meso-zeaxantina en combinación con luteína y zeaxantina.” La última publicación, publicada en 2015, concluyó que “La inclusión de meso-zeaxantina en la formulación de un suplemento parece conferir beneficios en términos de aumento del PM y en términos de una mejora en la sensibilidad al contraste en sujetos con AMD temprana. Un hallazgo novedoso e importante de este estudio se apoya en la observación de que la suplementación continuada con los carotenoides maculares parece ser necesaria para maximizar el aumento de PM y para optimizar la sensibilidad al contraste a lo largo de un periodo de 3 años en pacientes con AMD.”